# Chikwawa
Chikwawa   este un oraș  în  sudul statului Malawi, pe râul Shire. Este reședința  districtului  Chikwawa.